# Matthew Griswold (Politiker, 1833)

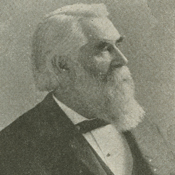
Matthew Griswold

Matthew Griswold (* 6. Juni 1833 in Lyme, Connecticut; † 19. Mai 1919 in Erie, Pennsylvania) war ein US-amerikanischer Politiker. Zwischen 1891 und 1893 sowie nochmals von 1895 bis 1897 vertrat er den Bundesstaat Pennsylvania im US-Repräsentantenhaus.

## Werdegang
Matthew Griswold war der Enkel von Roger Griswold (1762–1812) und Urenkel von Matthew Griswold (1714–1799), die beide unter anderem Gouverneure des Staates Connecticut waren. Er besuchte die öffentlichen Schulen seiner Heimat und arbeitete danach als Lehrer sowie in der Landwirtschaft. Danach bekleidete er verschiedene lokale Ämter. Politisch wurde er Mitglied der Republikanischen Partei. In den Jahren 1862 und 1865 saß er als Abgeordneter im Repräsentantenhaus von Connecticut. 1866 zog er nach Erie in Pennsylvania, wo er sich im Handwerk betätigte. Außerdem wurde er Kurator der Erie Academy.
Bei den Kongresswahlen des Jahres 1890 wurde Griswold im 26. Wahlbezirk von Pennsylvania in das US-Repräsentantenhaus in Washington, D.C. gewählt, wo er am 4. März 1891 die Nachfolge von William Constantine Culbertson antrat. Da er im Jahr 1892 auf eine weitere Kandidatur verzichtete, konnte er bis zum 3. März 1893 zunächst nur eine Legislaturperiode im Kongress absolvieren. Bei den Wahlen des Jahres 1894 wurde er erneut im 26. Distrikt seines Staates in den Kongress gewählt, wo er am 4. März 1895 Joseph C. Sibley ablöste, der zwei Jahre zuvor sein Nachfolger geworden war. Bis zum 3. März 1897 konnte er somit eine weitere Legislaturperiode im US-Repräsentantenhaus verbringen. Im Jahr 1896 kandidierte er nicht mehr.
Nach dem Ende seiner Zeit im Kongress arbeitete Matthew Griswold wieder im Handwerk. Er starb am 19. Mai 1919 in Erie, wo er auch beigesetzt wurde.